# دیکسون (نیواورلئان)
دیکسون (به انگلیسی: Dixon) یک منطقهٔ مسکونی در ایالات متحده آمریکا است که در لوئیزیانا واقع شده‌است. دیکسون ۵۶۵ نفر جمعیت دارد.